# سوری (کومونه)
سوری (به ایتالیایی: Sori) یک کومونه در ایتالیا است که در استان جنوا واقع شده‌است.

## خصوصیات
سوری ۱۳٫۱ کیلومترمربع مساحت و ۴۰۴ نفر جمعیت دارد و ۱۴ متر بالاتر از سطح دریا واقع شده‌است.